# Табатинга (аэропорт)
Международный аэропорт Табатинга (порт. Aeroporto Internacional de Tabatinga) (Код ИАТА: TBT) — бразильский аэропорт, обслуживающий город Табатинга, в штате Амазонас. Расположен в области границы Бразилии с Колумбией и Перу. 

## Авиалинии и направления
| Авиалинии | Назначения   |
| --------- | ------------ |
| TRIP      | Манаус, Тефе |